# Дом Д. Митрофанова
Дом Д. Митрофанова (азерб. Mitrofanovun evi) - это особняк в столице Азербайджана, в городе Баку. Строительство проходило с 1898 по 1902 годы. Здание было построено в стиле французского возрождения. В доме проживал сам владелец Дмитрий Митрофанов со своей гражданской женой, его родственники: его сестра, его шурин Михайлов, а также множество других жильцов, которым Митрофанов сдавал квартиры. На первом этаже он сдавал в аренду помещения под офисы различных контор и государственных учреждений. В 1919 году, во времена Азербайджанской Демократической Республики, в этом доме  в квартире консульского  агента Французской иностранной миссии А.П. Емельянова (который был директором и владельцем частной гимназии) располагалась Французская миссия..Постановлением Кабинета министров Азербайджанской Республики № 132 от 2 августа 2001 года здание охраняется государством и внесена в список памятников архитектуры.

## История
Нефтепромышленник Дмитрий Митрофанов построил свой огромный трехэтажный дом на принадлежащем ему земельном участке, расположенном на углу Водовозной и Орловской улиц. Дом построен в период  1898 и 1902 годов, о чем говорят даты на фасаде дома. Здание имеет угловую планировку, а габаритные размеры главного фасада составляют 25,90 и 61,50 метра. Главный фасад описывает многоступенчатую разработку дизайна жилья. Общая площадь представляет собой большой треугольник, пересекающийся на северо-западе. Несмотря на изогнутую форму, комнаты расположены в два ряда на восточном и северном фасадах и разделены на отдельные секции. Планировка отдельных квартир в виде секций получила дальнейшее распространение в Баку. Внутренняя планировка является предметом векторного развития с четко и точно обозначенной двухмаршерной лестницей, расположенной в стратегической части. Комнаты в каждой квартире разделены по функциям и имеют уникальную форму так, на границе с соседними объектами, одноэтажное здание выходит с окнами во двор. Квартиры в два ряда имеют традиционную застекленную галерею, которую поддерживают открытые лестничные клетки с западной и южной сторон.
Хотя план второго этажа повторяет черты первого, квартиры расположены исключительно на стороне, выходящей на улицу. Помещения расположены в два ряда и имеют залы для проживания и торжественных приемов. Столбчатые боковые выступы в интерьере залов создают сценическое пространство. Галерея на втором этаже разделена между двумя квартирами перегородкой.
Предлагаемая архитектурная композиция фасада проста и строга. Стиль неогреческий - его отличает большое количество характерных горизонтальных участков. Фасад здания асимметричный, центральная часть выпуклая и заметная так, что пилястровая сторона правого угла не видна. Фасад второго этажа укреплен пилястрами тосканского заказа. Между ними три окна, украшенные пилястрами, а также классические фронтоны по бокам. Прямо над ними проходят профилированные ленты.
Прямоугольные торговые площади первого этажа выполнены из необработанного камня (рустика). Вход во двор - металлические ворота по оси центральной части. Архитектору удалось подчеркнуть важность центральной части, гармонично распределив архитектурную композицию фасада на первом и втором элементах укрепив ее невысокой мансардой. Пилястровая сторона фасада повторяет композиционный прием центрального фрагмента, где архитектурно спроектированные балконы-скобки расположены в соответственно подходящих местах на фасаде. Для решения фасадной композиции архитектор использовал компактную номенклатуру формы деталей и элементов.

## Фотогалерея

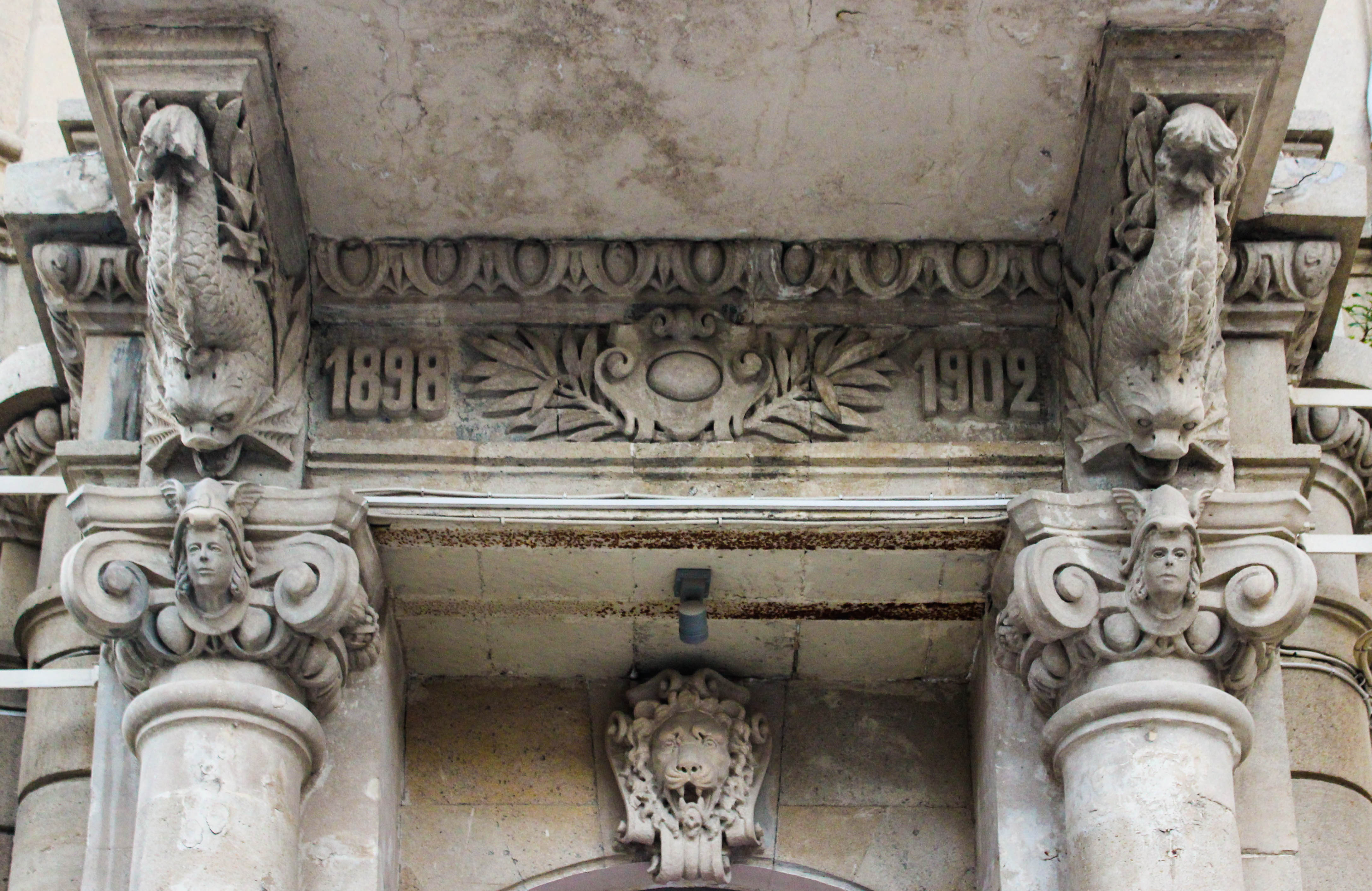
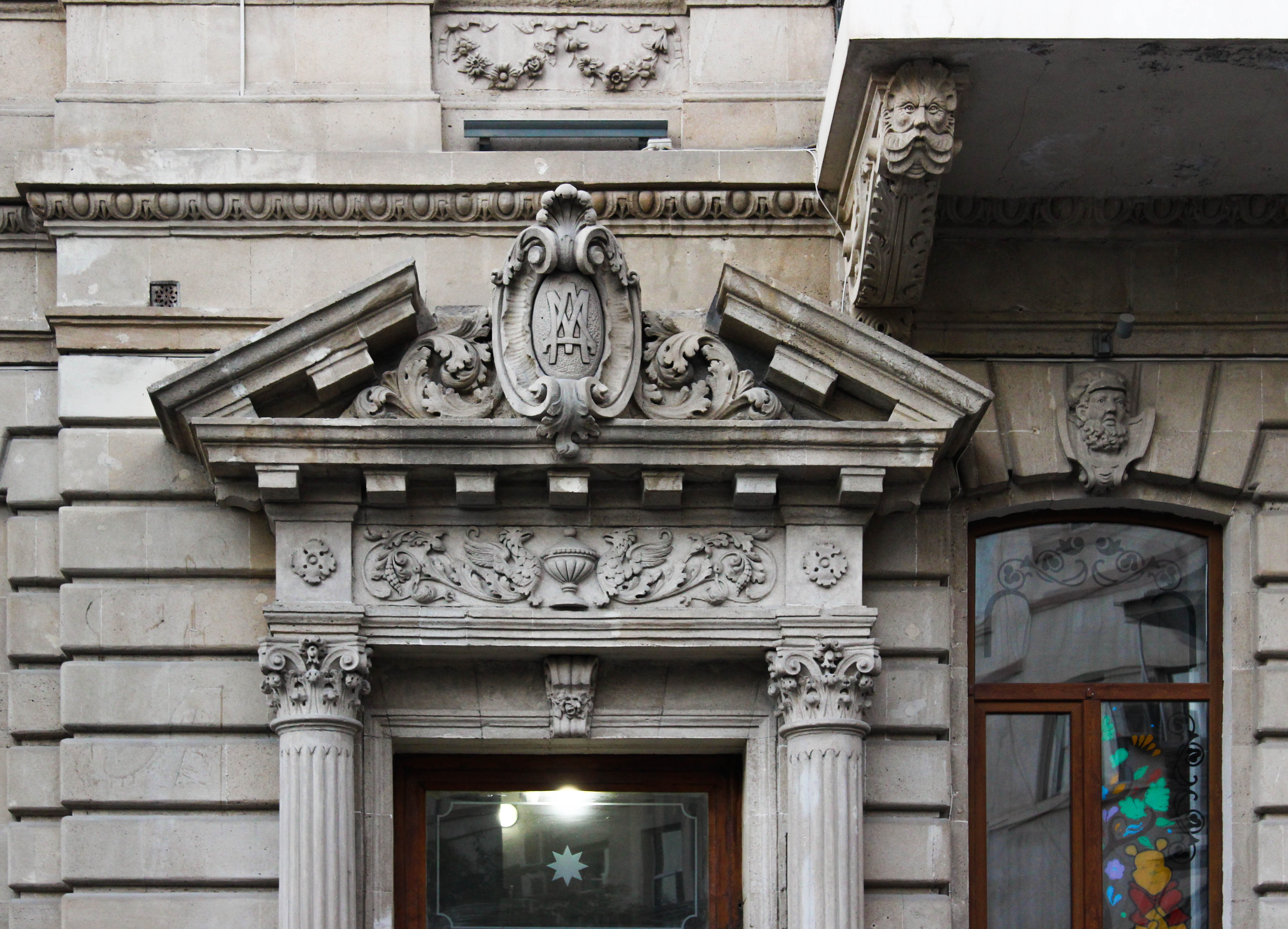
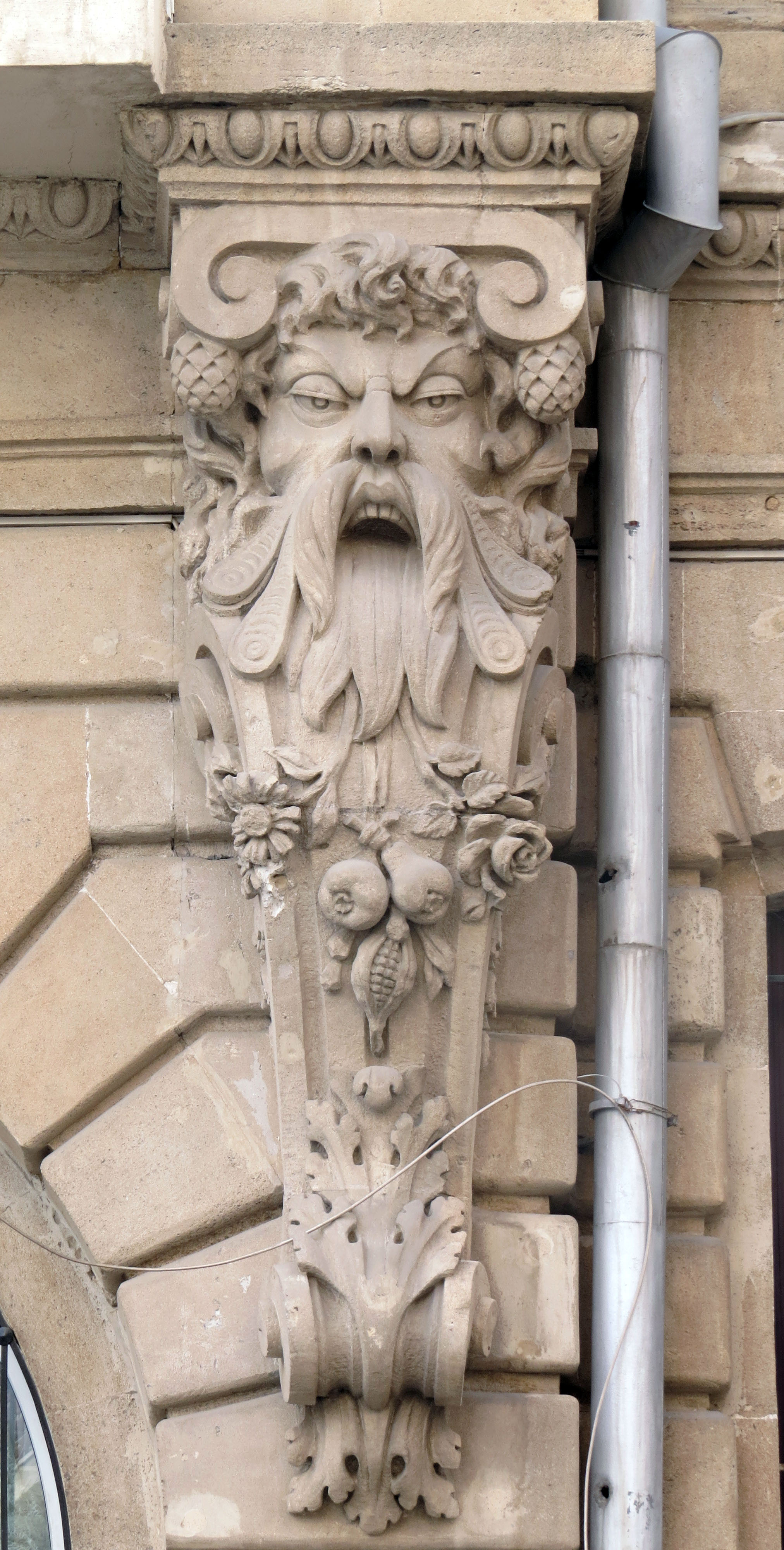
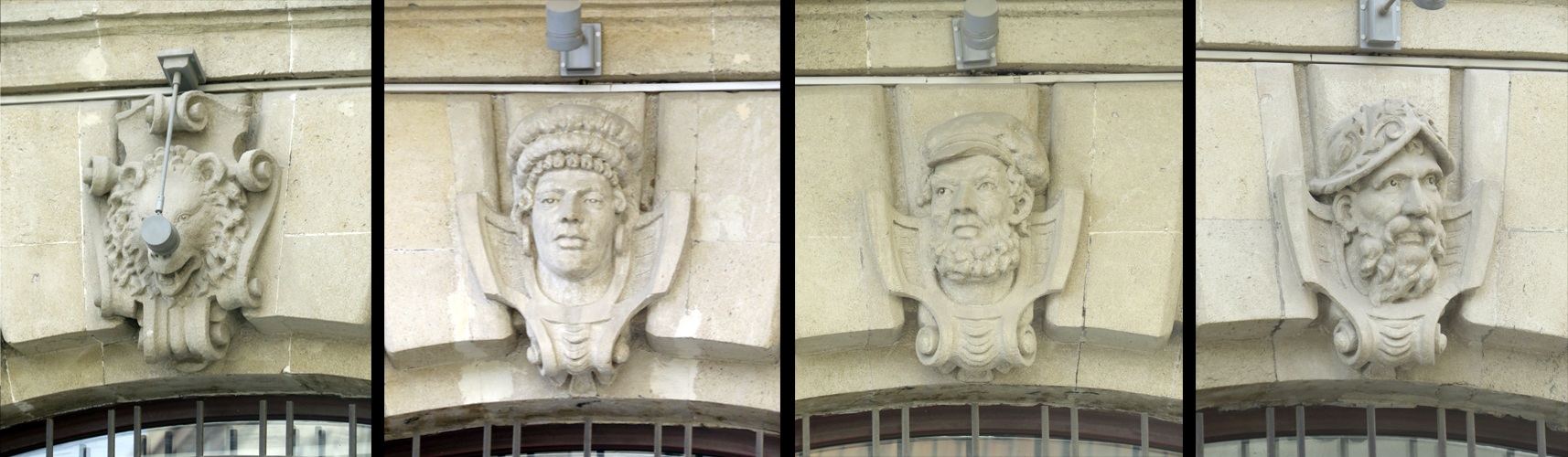
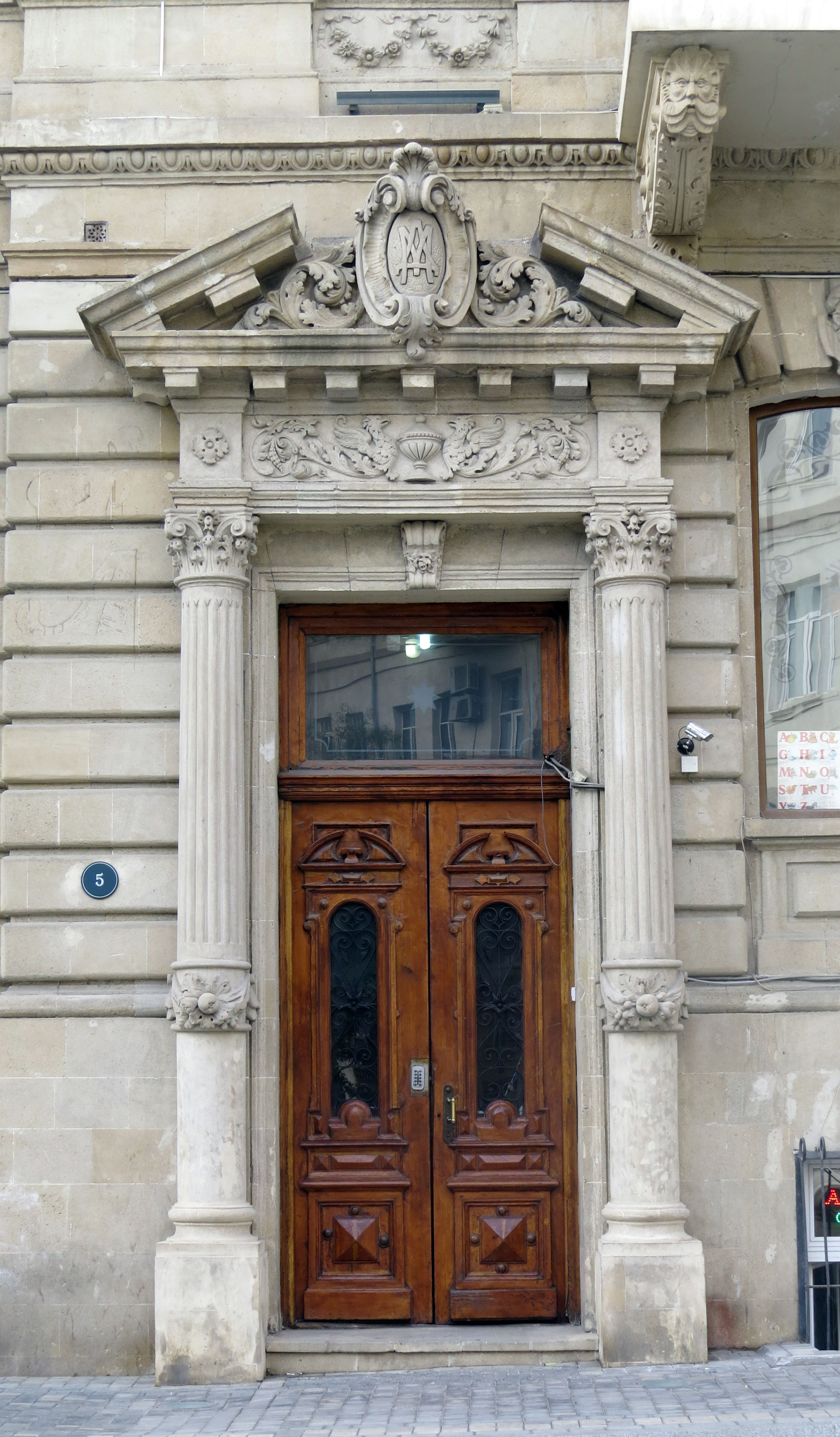
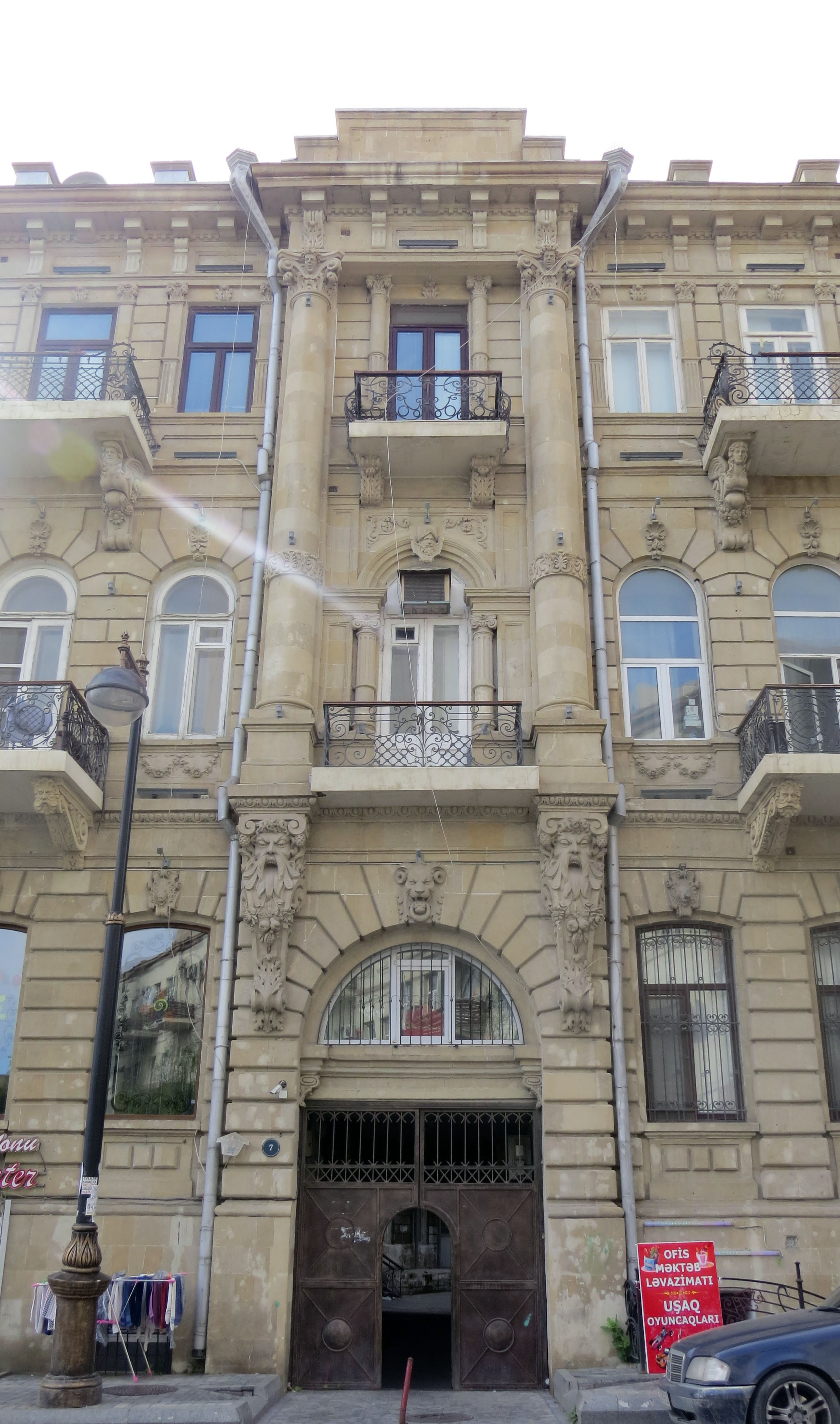
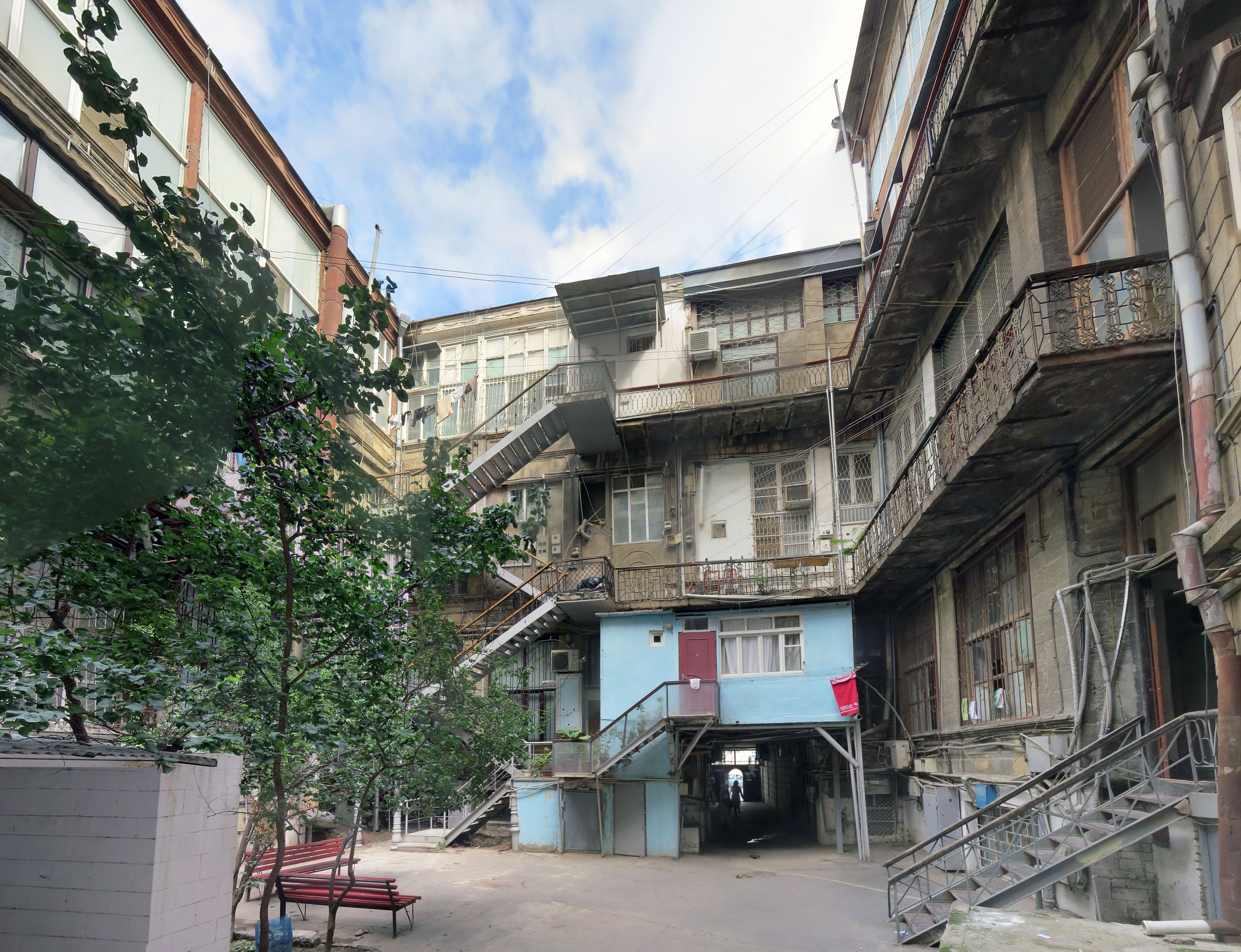